# 北京市八一学校附属玉泉中学
北京市八一学校附属玉泉中学，有时可简称八一玉泉，是位于中国北京市海淀区香山路的一所完全中学，前身是创建于1954年青龙桥中学班，后于1955年更名为北京市第六十七中学，最初为军区学生提供服务。2015年学校改由北京市八一学校管辖，后正式更名为现有名称。是北京市八一学校教育集团的成员校之一。该学校西临香山和玉泉山，东邻颐和园，在军事科学院、军事科学出版社等多处军事机关附近。

## 办学规模
学校现有初中部、高中部。该学校作为北京市八一学校的附属学校，与八一学校实现教育资源共享。

## 校园规模
目前，学校拥有教学楼两栋、综合楼两栋，其中有多个实验室和专用教室。同时拥有一栋艺术楼、一处操场、几处篮球场、一处食堂。校园广场还有一处花园。
- 臻玉楼正对学校大门，是学校的两所教学楼之一，由高一、初一、初二、初三年级使用。
- 高中楼在初中楼南侧，是另一所教学楼，一楼、二楼分别由高二、高三年级使用，三楼则由办公室、慎独堂组成，其中慎独堂为学校的礼堂之一。
- 行政楼在初中楼东北侧、学校大门东南侧。该楼二楼由计算机教师和学校领导行政办公场所组成，一楼有大礼堂和图书馆。共2.5层。
- 实验楼在初中楼西北侧、学校大门西南侧。该楼配备有物理、化学、地理等学科实验室，同时还配备部分艺术设施。共三层。
- 艺术楼在高中楼的西南侧、操场的西北侧。该楼共两层，配备美术及音乐教室等。
- 另有食堂、单独的图书馆等建筑。
- 操场为学校进行体育运动、升旗仪式及其他大型活动的重要场所，操场于2011年、2023年7-9月进行过大规模改造。
- 食堂为学校师生就餐场所，为一层平房建筑，可以同时容纳三个年级就餐，曾经售卖米饭套餐、面条、米线、烧饼、馒头、手抓饼等多种食品。

## 校服
学校校服大概从2015年起使用与北京市八一学校相同样式的校服（校徽、校服背面文字与八一学校本部略有不同）。

## 历史
1954年，为解决海淀青龙桥地区的就学需要，北京市八一学校附属玉泉中学的最早前身青龙桥中学班正式成立，在第二年也就是1955年，学校当时被正式命名为“北京市第六十七中学”。当时学校初中每年级只招四个班。学校办学初期条件简陋，有大量平房。学校起初为周边地区提供服务。后来60年代周边军事机关增加，在学校就读的机关干部或军事人员子弟增多。
1958年，北京市第六十七中学开办高中部，首批高一新生入校就读，当时只有一个班。
1961年，学校首批高中生毕业，部分学生考入北京大学、清华大学、北方工业大学等。还有十几人被送至解放军部队高校。
在办学初期，学校在功德寺设有宿舍，供学校住校生居住。
1964年，原六十七中学在功德寺的分校从六十七中分离出去，改为“玉泉山中学”。1994年又并回六十七中。
20世纪八十年代，学校大量原有的平房被拆除，改建楼房。学校今天的建筑格局逐步形成。
20世纪时期，六十七中的高考成绩较好，学校达到了重点中学的程度。后来由于北京城中心区发展，城市资源向北京市中心倾斜，六十七中学校成绩逐年垫底。
2011年，学校部分楼房进行抗震加固等全方位改造，操场也同步进行改造。
2015年，经北京市教委批准，北京市第六十七中学改由北京市八一学校管辖，更名为现有名称北京市八一学校附属玉泉中学。
2019年，北京市八一学校附属玉泉中学开设全国首个整建制高中“航空国防班”，为学校的实验班之一，是北京市八一学校教育集团与北京飞行者航空航天科普促进中心合作的办学项目，该班以“王伟英雄班”命名以纪念2001年在执行拦截进入中国领空的美军侦察机的任务时不幸牺牲的海军航空烈士王伟。此项目旨在尽可能为我国航空领域培养优秀人才。

## 校园文化
（待补充）

## 办学特点
（待补充）

## 校园景色
（待补充）

## 知名校友
- 王治郅，中国职业篮球运动员，中央军委训练管理部军事体育训练中心空军五项队副队长，曾是八一火箭队的队员，后担任主教练直至队伍解散。

## 学校领导（现任）
- 沈军，北京市八一学校校长，兼任北京市八一学校附属玉泉中学校长。
- 姜杉，北京市八一学校附属玉泉中学校长。[註 1]
- 戴为，北京市八一学校附属玉泉中学党委书记。

## 学校荣誉
- 海淀区科技先进校
- 海淀区精神文明校（1996年-1998年）
- 北京市精神文明校（1999年-2001年）
- 市级无烟校（1997年-2002年）
- 北京市社区家庭教育先进校
- 海淀区军民共建先进单位
- 海淀区环境保护教育先进校
- 海淀区“绿色学校”（2000年—2002年）
- 海淀区科技先进校
- 海淀区“艺术传统校”（2001年）
- 海淀区新优质学校（2022年）

## 友好学校
- 香港纺织学会美国商会胡汉辉中学